# Berekum
Berekum è una città del Ghana, situata nella Regione di Bono.